# Hans von Bülow
Hans Guido von Bülow, (Drezda, 1830. január 8. – Kairó, 1894. február 12.) német zongoraművész, karmester.

## Életpályája
Lipcsében 1848-ban jogot tanult. Friedrich Wiecknél tanult zongorázni és 1849-ben lépett végleg a művészpályára. 1850-ben Zürichbe utazott a Drezdából ismert Richard Wagnerhez. Ekkor kezdte meg karmesteri pályáját: Sankt Gallenben színházi karmester lett. 1851 után Liszt Ferencnél Weimarban fejezte be a zongoratanulmányait. Liszt Ferenc lányát, Cosimát 1857-ben vette feleségül. 1853-tól nagy hangversenykörutakat tett, majd 1854-ben Berlinben telepedett le, ahol a Stern konzervatórium tanára volt; 1858-ban udvari zongoraművész címet nyerte II. Lajos bajor királytól és Münchenbe ment, a Wagner terve szerint létesített zeneiskola tanárául, nagy tevékenységet fejtvén ki a nagyobb szabású zenei előadások vezetése körül. 1866-ban hirtelen megvált mindettől, járt Berlinben, Baselben; 1867-ben mint udvari karnagy tért vissza Münchenbe és a zeneiskola vezetője lett. E működését családi viszonyai miatt szakította meg 1869 tavaszán. Ekkor nejétől, Cosimától elvált és két évi firenzei tanulmányozás után művészi körútjainak élt. 1877-ben Hannoverben, 1880-ban a meiningeni hercegnél lett udvari karnagy; egész diadalút volt, amikor az 1880-as évek közepén a feloszlatás küszöbén álló zenekarral a nagyobb városokban (Budapesten is) hangversenyeket rendezett. Azóta Bülow vándoréletet élt, hol mint hangverseny-igazgató, hol mint zongoraművész szolgálván eszményeit, mint méltó apostoluk; 1892 – 1893 folyamán rövid ideig ideggyógyító intézetben kellett tartózkodnia. A Neue Zeitschrift für Musikban írt is sokat a Liszt-Wagner-féle új német zenei irány érdekében; zenei alkotásai is (A dalnok átka, zenekari ballada; Nirvana, szimfonikus költemény; zongoraművek) ebbe tartoznak; mint előadóművész, a legnagyobb klasszikusok legszigorúbb, legklasszikusabb tolmácsa. Jegyzetes kiadásai (2 Bach, Händel, Gluck, Scarlatti, Weber, Cramer, Beethoven művei) fölötte becsesek.